# Pachnoda werneri
Pachnoda werneri är en skalbaggsart som beskrevs av Beinhundner 1992. Pachnoda werneri ingår i släktet Pachnoda och familjen Cetoniidae. Inga underarter finns listade i Catalogue of Life.